# Jedynka trygonometryczna
Jedynka trygonometryczna – tożsamość trygonometryczna postaci:
{\displaystyle \sin ^{2}\alpha +\cos ^{2}\alpha =1.}
Jest ona prawdziwa dla wszystkich rzeczywistych miar kąta skierowanego {\displaystyle \alpha \in \mathbb {R} ,} a także ogólniej dla argumentów zespolonych: {\displaystyle \alpha \in \mathbb {C} }. Istnieją też dwie inne odmiany tego wzoru:
{\displaystyle {\begin{aligned}\sec ^{2}\alpha -\operatorname {tg} ^{2}\alpha &=1,\\\operatorname {cosec} ^{2}\alpha -\operatorname {ctg} ^{2}\alpha &=1.\end{aligned}}}

## Dowody

### Sposób 1

Funkcje trygonometryczne sinus i kosinus to współrzędne kartezjańskie punktu na okręgu jednostkowym

Dowód jedynki trygonometrycznej przez twierdzenie Pitagorasa

Niech {\displaystyle P=(x_{0},y_{0}),\,O=(0,0),\,X_{0}=(x_{0},0),\,\angle {POX_{0}}=\alpha ,\,|OP|=r.}
Zauważmy, że:
{\displaystyle |\angle {PX_{0}O}|={\frac {\pi }{2}},}
więc trójkąt {\displaystyle POX_{0}} jest trójkątem prostokątnym o przeciwprostokątnej {\displaystyle r.}
Zatem na mocy twierdzenia Pitagorasa:
{\displaystyle r^{2}=|x_{0}|^{2}+|y_{0}|^{2},}
{\displaystyle r^{2}=x_{0}^{2}+y_{0}^{2},}
{\displaystyle 1=\left({\frac {x_{0}}{r}}\right)^{2}+\left({\frac {y_{0}}{r}}\right)^{2}.}
Z definicji funkcji trygonometrycznych wyrażenie
{\displaystyle \left({\frac {x_{0}}{r}}\right)^{2}+\left({\frac {y_{0}}{r}}\right)^{2}}
jest równe
{\displaystyle \sin ^{2}\alpha +\cos ^{2}\alpha .}
Zatem
{\displaystyle \sin ^{2}\alpha +\cos ^{2}\alpha =1,}
q.e.d.
Zauważmy, że to rozumowanie można przeprowadzić również w drugą stronę, co oznacza, że wzór jedynkowy jest równoważny twierdzeniu Pitagorasa. Stąd jedna z jego nazw: postać trygonometryczna twierdzenia Pitagorasa.

### Sposób 2
Ze wzoru Eulera:
{\displaystyle \sin {x}={\frac {e^{ix}-e^{-ix}}{2i}}}
oraz
{\displaystyle \cos {x}={\frac {e^{ix}+e^{-ix}}{2}}.}
Zatem
{\displaystyle {\begin{aligned}\sin ^{2}{x}+\cos ^{2}{x}&=\left({\frac {e^{ix}-e^{-ix}}{2i}}\right)^{2}+\left({\frac {e^{ix}+e^{-ix}}{2}}\right)^{2}\\[1ex]&={\frac {e^{2ix}-2+e^{-2ix}}{-4}}+{\frac {e^{2ix}+2+e^{-2ix}}{4}}\\&={\frac {2+2}{4}}=1,\end{aligned}}}
q.e.d.
Stąd wynika, że jedynka trygonometryczna jest słuszna w dziedzinie liczb zespolonych.

### Sposób 3
Niech:
{\displaystyle f(x)=\sin ^{2}x+\cos ^{2}x.}
Zauważmy, że:
{\displaystyle f(0)=\sin ^{2}0+\cos ^{2}0=0^{2}+1^{2}=1.}
Także:
{\displaystyle f'(x)=(\sin ^{2}x+\cos ^{2}x)'=\sin x\cos x+\sin x\cos x-\sin x\cos x-\sin x\cos x=0.}
Skoro pochodna funkcji {\displaystyle f(x)} jest równa 0, to funkcja {\displaystyle f(x)} musi być funkcją stałą.
Wiedząc, że {\displaystyle f(0)=1,} oraz że funkcja {\displaystyle f(x)} jest funkcją stałą, możemy dojść do wniosku, że
{\displaystyle \sin ^{2}x+\cos ^{2}x=1.}
q.e.d.